# Сен-Сальвадур
Сен-Сальваду́р (фр. Saint-Salvadour, окс. Sent Salvador) — коммуна во Франции, находится в регионе Лимузен. Департамент — Коррез. Входит в состав кантона Сейяк. Округ коммуны — Тюль.
Код INSEE коммуны — 19240.
Коммуна расположена приблизительно в 390 км к югу от Парижа, в 65 км юго-восточнее Лиможа, в 15 км к северу от Тюля.

## История
Во время Великой французской революции название коммуны было изменено на Сальвадор (фр. Salvador).

## Население
Население коммуны на 2008 год составляло 292 человека.
| 1962 | 1968 | 1975 | 1982 | 1990 | 1999 | 2008 |
| ---- | ---- | ---- | ---- | ---- | ---- | ---- |
| 374  | 442  | 356  | 344  | 292  | 295  | 292  |

## Экономика
В 2007 году среди 159 человек в трудоспособном возрасте (15-64 лет) 118 были экономически активными, 41 — неактивными (показатель активности — 74,2 %, в 1999 году было 75,2 %). Из 118 активных работали 114 человек (67 мужчин и 47 женщин), безработных было 4 (1 мужчина и 3 женщины). Среди 41 неактивных 13 человек были учениками или студентами, 16 — пенсионерами, 12 были неактивными по другим причинам.

## Достопримечательности
- Церковь XV века. Памятник истории с 1973 года[3]
- Музей и могила французского поэта и скульптора Антуана Покара[фр.] (1886—1980).